# Salamanca (New York)
Salamanca ist eine US-amerikanische Stadt (City) im Cattaraugus County des Bundesstaats New York. Das U.S. Census Bureau hat bei der Volkszählung 2020 eine Einwohnerzahl von 5.929 ermittelt. Die Stadt liegt entlang des Allegany River und grenzt an den Allegany State Park.
Der Großteil der Stadt, mit Ausnahme eines nordöstlichen Ausläufers entlang des Great Valley Creek, wurde auf dem Allegany Indianerreservat errichtet, das von der Seneca Nation of New York gehalten wird, wie in verschiedenen Verträgen festgelegt. Gemäß der Politik der Nation ist es Nicht-Seneca-Bewohnern untersagt, Grundbesitz im Reservat zu besitzen, und Nicht-Senecas können den Besitz nur von der Seneca Nation pachten.

## Geschichte
Was heute als Stadt Salamanca bekannt ist, waren ursprünglich zwei getrennte Gemeinden, eine am Little Valley Creek und die andere am Great Valley Creek; die westlichste der beiden wurde Hemlock genannt, ein Name, der von den zahlreichen Schierlingsbäumen in den umliegenden Bergen abgeleitet wurde. Die östliche Gemeinde (von der heutigen Conrath Avenue ostwärts) war Kill Buck’s Town; die östliche Hälfte dessen, was jetzt Kill Buck ist, bleibt ein nicht inkorporierter Weiler unabhängig von der Stadt Salamanca. Hemlock wurde später in West Salamanca umbenannt und (obwohl es noch bis in die 1990er Jahre auf Straßenschildern markiert war) schließlich in die Einzelstadt Salamanca eingemeindet. Die Stadt wurde im Jahr 1913 gegründet. Sie wurde nach José de Salamanca benannt, einem spanischen Adligen und Kabinettsminister aus der Mitte des 19. Jahrhunderts.
Einst war die Stadt ein blühender Eisenbahnknotenpunkt, da die Erie Railroad (später Conrail) und die Buffalo, Rochester and Pittsburgh Railway (BR&P) (später Baltimore and Ohio Railroad) hier ihre Anlagen hatten. Generationen von Einwohnern von Salamanca arbeiteten für die Eisenbahnen, und ein Großteil der Wohnungen wurde ursprünglich von den Eisenbahnen für sie gebaut. Die Stadt profitierte auch von der damals florierenden Holzindustrie, die einen großen Teil des südwestlichen Cattaraugus County um die Jahrhundertwende beherrschte. Boomtowns entlang des Allegheny River wie Elko, South Valley und Red House (alles heute viel weniger besiedelte Geisterstädte) nutzten alle die Eisenbahn, um ihre Waren flussaufwärts zu verschiffen.

## Demografie
Nach der Volkszählung von 2010 leben in Salamanca 7190 Menschen. Die Bevölkerung teilt sich 2017 auf in 63,7 % nicht-hispanische Weiße, 3,6 % Afroamerikaner, 14,9 % amerikanische Ureinwohner, 0,6 % Asiaten, 0,1 % Sonstige und 8,0 % mit zwei oder mehr Ethnizitäten. Hispanics oder Latinos machten 7,2 % der Bevölkerung aus. Das mittlere Haushaltseinkommen lag bei 32.257 US-Dollar und die Armutsquote bei 27,2 %.

## Söhne und Töchter
- Gordon Canfield (1898–1972), Songwriter
- Ray Evans (1915–2007), Songwriter